# UFC Fight Night: Belfort vs. Henderson
UFC Fight Night: Belfort vs. Henderson 2（ユーエフシー・ファイトナイト：ベウフォート・バーサス・ヘンダーソン、別名UFC Fight Night 32）は、アメリカ合衆国の総合格闘技団体「UFC」の大会の一つ。2013年11月9日、ブラジル・ゴイアス州ゴイアニアのゴイアニア・アリーナで開催された。

## 大会概要
本大会ではビクトー・ベウフォートとダン・ヘンダーソンによるライトヘビー級ワンマッチが組まれた。

### カード変更
負傷などによるカードの変更は以下の通り。
- クイン・マルハーン → ジャスティン・サラス（第3試合）

- ジョニー・エドゥアウド vs. ルーカス・マルチンス → 両者の負傷により中止

## 試合結果

### プレリミナリーカード
第1試合 フライ級ワンマッチ 5分3R
○  ダスティン・オーティス vs.  ジョゼ・マリア ×
3R 3:19 TKO（パウンド）
第2試合 ライト級ワンマッチ 5分3R
○  アドリアーノ・マルチンス vs.  ダロン・クルックシャンク ×
2R 2:49 ストレートアームバー
第3試合 ライト級ワンマッチ 5分3R
○  チアゴ・タバレス vs.  ジャスティン・サラス ×
1R 2:38 リアネイキドチョーク
第4試合 ミドル級ワンマッチ 5分3R
○  オマリ・アフメドフ vs.  チアゴ・ペルペチュオ ×
1R 3:31 KO（スタンドパンチ連打）
第5試合 フェザー級ワンマッチ 5分3R
○  サム・シシリア vs.  ゴドフレド・ペペイ ×
1R 3:07 TKO（パウンド）

### メインカード
第6試合 フェザー級ワンマッチ 5分3R
○  ジェレミー・スティーブンス vs.  ホニー・ジェイソン ×
1R 0:40 KO（右ハイキック）
第7試合 ウェルター級ワンマッチ 5分3R
○  ライアン・ラフレアー vs.  サンチアゴ・ポンジニッビオ ×
3R終了 判定3-0（30-27、30-27、30-27）
第8試合 ウェルター級ワンマッチ 5分3R
○  ブランドン・ザッチ vs.  パウロ・チアゴ ×
1R 2:10 KO（ボディへの膝蹴り）
第9試合 ライトヘビー級ワンマッチ 5分3R
○  ハファエル・カバウカンチ vs.  イゴール・ポクラヤッチ ×
1R 3:07 TKO（スタンドパンチ連打）
第10試合 ミドル級ワンマッチ 5分3R
○  セザール・フェレイラ vs.  ダニエル・サラフィアン ×
3R終了 判定2-1（28-29、30-27、30-28）
第11試合 ライトヘビー級ワンマッチ 5分5R
○  ビクトー・ベウフォート vs.  ダン・ヘンダーソン ×
1R 1:17 KO（左ハイキック）

### 各賞
ファイト・オブ・ザ・ナイト： オマリ・アフメドフ vs. チアゴ・ペルペチュオ
ノックアウト・オブ・ザ・ナイト： ビクトー・ベウフォート
サブミッション・オブ・ザ・ナイト： アドリアーノ・マルチンス
各選手にはボーナスとして5万ドルが支給された。